# Batalha da Ponte de Ferro

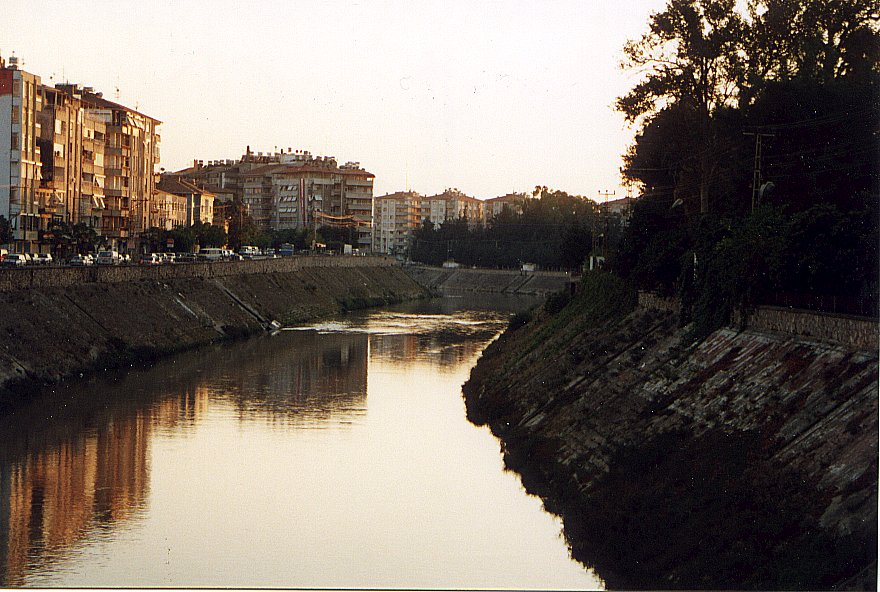
O rio Orontes em sua passagem em Antioquia; A batalha foi travada perto deste rio

A Batalha da Ponte de Ferro foi travada entre o exército muçulmano do Califado Ortodoxo e o exército bizantino em 637. A batalha tomou seu nome de uma ponte de pedra de nove arcos (também conhecida como Jisre Alhadide) que atravessava o rio Orontes, que tinha portões aparados com ferro.  Foi uma das últimas batalhas travadas entre os bizantinos e o Califado Ortodoxo na província da Síria. O rescaldo da batalha marcou a anexação quase completa da província ao Califado Ortodoxo com a queda de sua capital, Antioquia.

## Antecedentes
O exército ortodoxo havia conseguido uma vitória decisiva na Batalha de Jarmuque. Após esta vitória, eles conseguiram ganhar o controle do Levante. Jerusalém foi conquistada pouco depois. As forças ortodoxas então marcharam para o norte, conquistando outras porções do Levante. Eles penetraram no norte da Síria, perto de suas fronteiras com a Anatólia, com a intenção de capturar Antioquia e proteger as terras conquistadas de qualquer possível ameaça do norte. Após a conquista de Alepo, Abu Ubaidá ibne Aljarrá enviou uma coluna sob Maleque Alastar para capturar Azaz no norte da Síria, a leste das montanhas Tauro. A captura e remoção de Azaz foi essencial para garantir que nenhuma grande força bizantina permanecesse ao norte de Alepo, de onde poderiam atacar o flanco e a retaguarda do exército ortodoxo durante a operação contra Antioquia. Assim que Maleque se juntou ao exército, Abu Ubaidá marchou para o oeste para capturar Antioquia, com Calide ibne Ualide liderando a guarda avançada com sua guarda móvel. O exército marchou para oeste diretamente de Alepo via Harim e se aproximou de Antioquia pelo leste.

## A batalha
A vinte quilômetros (12 milhas) da cidade, perto da atual Maruba, uma ponte de ferro atravessava o rio Orontes. Foi aqui que a batalha foi travada entre o exército ortodoxo e a guarnição bizantina que defendia Antioquia. Uma grande batalha foi travada, cujos detalhes não são registrados. É possível que, à semelhança de outras batalhas árabes perto de rios, os romanos tenham sido afastados da ponte e depois atingidos nos flancos pelos árabes. Calide ibne Ualide desempenhou um papel proeminente com sua guarda móvel, como ele havia feito durante a Batalha de  Jarmuque. As forças bizantinas sofreram pesadas perdas e foram derrotadas. As baixas bizantinas nesta batalha foram as terceiras mais altas na conquista muçulmana da Síria, apenas superadas pelas batalhas de Ajenadaim e Jarmuque. Os remanescentes da força bizantina derrotada recuaram para Antioquia. O exército ortodoxo mais tarde subiu e cercou Antioquia, concentrando-se na Ponte e no portão oriental (também portão de Beroia). A cidade se rendeu em 30 de outubro de 637. De acordo com o tratado, os cidadãos eram autorizados a partir em paz ou forçados a pagar um imposto.

## Consequências
Após a rendição de Antioquia, as colunas do exército ortodoxo se moveram para o sul ao longo da costa do Mediterrâneo e capturaram Latáquia, Jabla e Tartus (Síria), capturando assim a maior parte do noroeste da Síria. Outras colunas foram enviadas para subjugar a resistência remanescente no norte da Síria. Calide ibne Ualide foi enviado com sua cavalaria em um ataque para o leste, até o Eufrates, nas proximidades de Mambije, mas encontrou pouca oposição. A campanha foi encerrada no início de janeiro de 638. Após a derrota dos árabes cristãos pró-bizantinos de Al Jazira, que cercaram Emesa em março de 638, Abu Ubaida enviou mais colunas sob Calide ibne Ualide e Iade ibne Ganme para subjugar Jazira perto das fronteiras sírias e na Anatólia. Estas colunas foram para o norte até a planície de Ararat e para oeste em direção às montanhas Taurus. Os montes Tauro, na Anatólia, marcaram assim a fronteira mais ocidental do Califado Ortodoxo, na Anatólia.